# Villanueva de la Nía
Villanueva de la Nía es una localidad perteneciente al municipio de Valderredible, a 14 kilómetros de Polientes, a 28 de Reinosa y a 21 de Aguilar de Campoo. Se encuentra a 730 m s. n. m., estando rodeado el pueblo por montes de hasta 1000 metros de altitud. Es, después de Polientes, una de las localidades que más habitantes conserva. En el año 2024 contaba con una población de 49 habitantes (INE).
Los servicios que se puede encontrar son una posada con bar y restaurante (El Cazador), un bar estanco (Chicote), consultorio médico de la Seguridad Social, y conexión vía autobús con Reinosa por la mañana y por la tarde.
En el apartado de ocio, el pueblo dispone de una bolera (corrubolos) del juego de bolo palma que es el deporte autóctono cántabro por excelencia. También hay un frontón, centro de reunión de jóvenes y deportistas, y un área recreativa y zona de baños en las inmediaciones del Ebro.
El clima es continentalizado, siendo en invierno una de las zonas más frías de España, y extremadamente fría en relación con su altitud. Los veranos son cálidos, con máximas que pueden llegar a los 35 °C mientras que el invierno es muy frío con temperaturas que en ocasiones llegan a -15 °C. Las precipitaciones anuales rondan los 650 mm.

## Geografía
El Villanueva de La Nía el arroyo Mardancho, que divide al pueblo por su parte central, la corriente hidrológica más importante de la parte occidental de Valderredible, vierte definitivamente sus aguas en el Ebro, al final de una vega sombreada por las choperas que se alinean en los ribazos de ambos ríos. El horizonte se cierra por colinas montaraces con robles en estado arbustivo, que solo adquieren cierta madurez en las laderas norte del monte de La Mesa.

## Patrimonio histórico
La patrona del pueblo es La Virgen del Carmen y en agosto también se celebra la Fiesta de la Patata.